# Iaroslav Lemyk
Iaroslav Lemyk (en ukrainien : Ярослав Лемик), né le 23 mai 1985 à Lvov en RSS d'Ukraine, est un ancien joueur ukrainien de basket-ball.

## Allégations de corruption
En 2015, la fédération ukrainienne suspend Lemyk à vie en raison d'une affaire de corruption. Il est accusé d'avoir payé de jeunes joueurs adverses pour qu'ils perdent des matchs contre l'Ukraine lors du Eurobasket des moins de 16 ans.
Un an plus tard, le ministère de l'Intérieur du Bélarus lance une enquête contre Lemyk et six autres personnes, accusés de trucage de matchs du championnat de football du Bélarus. Le groupe est soupçonné d'avoir manipulé les résultats de deux matchs du Loutch Minsk, impliquant un bureau de paris asiatique.

## Palmarès
- Vainqueur de la Coupe du Bélarus avec le BK Hrodna-93 (en) en 2008.
- Vice-champion du Bélarus avec le Vitaliour Minsk en 2009 et le BK Hrodna-93 (en) en 2011.
- Finaliste de la Coupe d'Ukraine avec l'Hoverla Ivano-Frankivsk (en) en 2013.